# Sede Bo’az
Sede Bo’az (hebr. שדה בועז; Sde Boaz, pisownia w ang. Sde Boaz) – nieautoryzowane osiedle żydowskie położone w Samorządzie Regionu Gusz Ecjon, w Dystrykcie Judei i Samarii, w Izraelu.

## Położenie
Osiedle jest położone w bloku Gusz Ecjon w górach Judzkich, pośrodku drogi z Jerozolimy do Hebronu, w Judei w otoczeniu terytoriów Autonomii Palestyńskiej.

## Historia
Osiedle zostało założone w 2002 przez osadników żydowskich.